# Heinemannia festivella
Heinemannia festivella је врста инсекта из реда лептира (Lepidoptera), који припада породици Elachistidae.

## Опис
Распон крила овог ноћног лептира је од 14-18 мм. Глава и тело су бело-жути. Предња крила бело-жута са браон предњом ивицом са по 2 смеђе флеке оивичене белим. Задња крила сиво-смеђа.

## Распростањење и станиште
Насељава Европу, од Шведске на северу до северне Италије. Има га и у Малој Азији, Блиском истоку и средњој Азији. У Србији бележен ретко, постоје само два податка о присуству ове врсте. Преферира отворена станишта, пашњаке и ливаде.

## Биологија
Одрасле јединке лете од маја до авугста. Активни су у после подневним и вечерњим сатима, а долећу ноћу на УВ светлост. Гусенице се хране биљкама из рода Vicia.

## Синоними
- Borkhausenia kokujevi Krulikowsky, 1903
- Phalaena festivella Denis & Schiffermüller, 1775
- Tinea festivella Denis & Schiffermüller, 1775